# 岩村月子
岩村 月子（いわむら つきこ、1月18日 - ）は、日本の漫画家。埼玉県出身。

## 主な作品

### 漫画
- 黒ブラ☆フェティシズム（デビュー作）
- ハイスクールレイニー（『電撃コミック ジャパン』）
- 魔法少女☆コンプレックス（2011年 - 2016年、『ビジネスジャンプ』）
- 星と革命と坂口杏子（連載中、『ComicWalker』）
- L.S.D（連載中、『BookLive!』）

## 関係人物
- 桜乃みか（漫画家・友人）